# Adam Ant
Adam Ant, pseudonimo di Stuart Leslie Goddard (Marylebone, 3 novembre 1954), è un cantante, polistrumentista e attore britannico, principalmente noto per essere stato il frontman del gruppo post-punk Adam and the Ants (letteralmente "Adamo e le Formiche", ma si tratta di un gioco di parole in quanto adamant in inglese significa anche "irremovibile").

## Biografia

### Gli esordi
Ant nasce a Marylebone, un quartiere di Westminster (Londra), il 3 novembre del 1954, figlio unico di Leslie Goddard, uno chauffeur, e di Betty Kathleen Smith, una ricamatrice alle dipendenze dello stilista Norman Hartnell. Il nonno materno di Ant, Walter Albany Smith, era di etnia romanichals. Fece inizialmente parte della band Bazooka Joe, poi fondò i B-Sides, il suo primo gruppo punk, con Andy Warren e Lester Square. Nel maggio del 1977 i B-Sides si ribattezzarono Ants e nel luglio seguente la band partecipò al film Jubilee del regista Derek Jarman; nella colonna sonora del film vennero inclusi due brani degli Ants più un terzo in cui Adam duettava con Toyah Willcox. Nel 1978, dopo aver registrato due session dal vivo per la BBC, gli Ants firmano per la Decca ed effettuano il primo tour europeo. Nel 1979 esce il singolo Young Parisians, seguito da un'ulteriore session radiofonica e con la Do It diedero alle stampe un secondo singolo Zerox; a fine anno uscirà il loro primo album: Dirk Wears White Sox. Malcolm McLaren (la "mente" dietro il successo dei Sex Pistols), invitato dallo stesso Ant a ricoprire il ruolo di loro manager nella speranza che li aiutasse proprio a sfondare, convinse i musicisti a congedare Adam dal gruppo, sostituendolo inizialmente a sua insaputa con Annabella Lwin, una giovanissima lavandaia che Malcolm sentì cantare lungo le sponde di un fiume, ed a modificare il nome del gruppo in Bow Wow Wow.

### Il successo con gli Ants
L'incontro con Marco Pirroni, già chitarrista dei Models, convinse Adam a ricostruire gli Ants.
Con la nuova band, un look piratesco e un sound innovativo e potente (la doppia batteria forniva un ritmo ossessivo che verrà definito "Burundi Rock"), Adam & The Ants nel novembre 1980 lanciarono l'album Kings Of The Wild Frontier che raggiunse il primo posto nella classifica britannica.
Nell'ottobre 1981 seguirà l'album Prince Charming ed anch'esso avrà ugual riscontro in classifica.
I singoli estratti da questi due album conquisteranno la critica, verranno trasmessi nelle radio e discoteche in tutto il mondo.
Al culmine della popolarità, Adam e il suo look stravagante vennero imitati da molti artisti (in Italia Loredana Bertè si presentò al Disco per l'Estate di Saint Vincent con una giacca ricamata come la sua), ma il leader inaspettatamente sciolse gli Ants nel 1982, tenendo con sé il solo Pirroni.

### La carriera solista
Intrapresa la carriera solista, incise il singolo Goody Two Shoes, brano tipicamente rockabilly, forse il pezzo più popolare di Adam. Il singolo venne pubblicato sia sotto il nome solista sia sotto il nome di Adam & The Ants. Incise quindi l'album Friend Or Foe, il quale contiene alcuni brani ancora tipicamente new wave che risentivano dell'influenza degli Ants, ma altri erano ormai orientati ad uno stile più pop.
Con il secondo album Strip la svolta verso il pop fu ancora più netta; l'album vedeva la collaborazione di Phil Collins e nel videoclip relativo compariva un'attrice la cui identità è stata più volte ed erroneamente attribuita ad Agnetha Fältskog, una delle due cantanti degli ABBA. Fu comunque un album apprezzato. Nel 1985 pubblicò l'album Vive Le Rock e con il brano omonimo partecipò al Live Aid, manifestazione canora a scopo benefico.
Quando Giorgio Moroder, guru della discomusic, realizzò la colonna sonora della riedizione del film di Fritz Lang Metropolis, oltre al cantante Freddie Mercury volle includere anche Adam con il brano What's Go In On. Con il batterista dei Police, il talentuoso Stewart Copeland, Adam registra il singolo Out Of Bounds, incluso nella medesima colonna sonora. Nel 1986, con un altro colpo ad effetto, Adam inizia a dedicarsi alla carriera cinematografica con il visionario film Nomads, esordio registico di John McTiernan.
Tornerà in sala d'incisione per l'album Manners and Physique, che non ottiene il successo previsto. Esso arriverà soltanto 19º nella classifica britannica, costringendo l'artista a una seconda pausa. Con il successivo album Wonderful uscito ben cinque anni dopo, ovvero nel 1995, Adam deve fare i conti con eccessive stroncature della critica. Wonderful viene dai più riscoperto ed apprezzato negli anni a seguire, durante il silenzio creativo dovuto alla malattia.

### La carriera cinematografica
Adam Ant comparve in più di venti pellicole per il cinema e la televisione inglese ed ha scritto inoltre due libri, tra cui la sua autobiografia Stand & Deliver (dal titolo di una delle più note canzoni del gruppo).
La sua carriera è stata poi interrotta da una malattia mentale (disturbo bipolare).

## Discografia parziale

### Discografia con Adam and the Ants

#### Album in studio
- 1979 - Dirk Wears White Sox
- 1980 - Kings of the Wild Frontier
- 1981 - Prince Charming

#### Raccolte
- 1990 - Peel Sessions

### Discografia solista

#### Album in studio
- 1982 - Friend or Foe
- 1983 - Strip
- 1985 - Vive le rock
- 1990 - Manners and Physique
- 1995 - Wonderful
- 2013 - Adam Ant Is the Blueblack Hussar in Marrying the Gunner's Daughter

#### Album dal vivo
- 2008 - Live at the Bloomsbury

## Filmografia

### Cinema
- Jubilee, regia di Derek Jarman (1978)
- Nomads, regia di John McTiernan (1986)
- Slamdance - Il delitto di mezzanotte (Slam Dance), regia di Wayne Wang (1987)
- Gli angeli dell'odio (World Gone Wild), regia di Lee H. Katzin (1987)
- Lama d'acciaio (Cold Steel), regia di Dorothy Ann Puzo (1987)
- Spellcaster, regia di Rafal Zielinski (1988)
- L'originale (Trust Me), regia di Robert Houston (1989)
- Bersaglio di mezzanotte (Sunset Heat), regia di John Nicolella (1992)
- Impulso omicida (Acting on Impulse), regia di Sam Irvin (1993)
- Love Bites, regia di Malcolm Marmorstein (1993)
- Desert Winds, regia di Michael A. Nickles (1994)
- Drop Dead Rock, regia di Adam Dubin (1995)
- Cyber Bandits, regia di Erik Fleming (1995)
- Lover's Knot, regia di Peter Shaner (1995)

### Televisione
- Un giustiziere a New York (The Equalizer) – serie TV, episodio 1x04 (1985)
- Storie incredibili (Amazing Stories) – serie TV, episodio 2x18 (1987)
- Troppo forte! (Sledge Hammer!) – serie TV, episodio 2x12 (1987)
- Out of Time, regia di Robert Butler – film TV (1988)
- I racconti della cripta (Tales from the Crypt) – serie TV, episodio 4x10 (1992)
- Un medico tra gli orsi (Northern Exposure) – serie TV, episodio 4x04 (1992)
- Batman (Batman: The Animated Series o Batman TAS) – serie TV, episodio 2x20 (1995) - voce
- Face Down, regia di Thom Eberhardt – film TV (1997)
- I misteri di Silvestro e Titti (The Sylvester & Tweety Mysteries) – serie TV, episodio 4x10 (1999) - voce
- Nikita – serie TV, episodio 3x12 (1999)
- Sweetwater, regia di Lorraine Senna – film TV (1999)